# Agrilus robustipenis
Agrilus robustipenis es una especie de insecto del género Agrilus, familia Buprestidae, orden Coleoptera.
Fue descrita científicamente por Jendek, 2000.